# Timarevo, Șumen
Timarevo (în bulgară Тимарево) este un sat în comuna Hitrino, regiunea Șumen,  Bulgaria. 

## Demografie
Componența etnică a satului Timarevo
     Turci (89,97%)
     Bulgari (7,31%)
     Nicio identificare (2,71%)
     Altele (0,47%)
La recensământul din 2011, populația satului Timarevo era de 848 locuitori. Din punct de vedere etnic, majoritatea locuitorilor (89,97%) erau turci, cu o minoritate de bulgari (7,31%). Pentru 2,71% din locuitori nu este cunoscută apartenența etnică.